# São Gonçalo do Amarante (Ceará)
São Gonçalo do Amarante é um município brasileiro do estado do Ceará, pertencente à Região metropolitana de Fortaleza. Localizado a 59 quilômetros rodoviários de Fortaleza, a capital cearense.

## Toponímia
Seu primeiro nome foi Anacetaba, em alusão aos índios Anacés, que habitavam a região. A mudança para São Gonçalo do Amarante foi uma homenagem ao padroeiro da cidade, Gonçalo de Amarante, eclesiástico português que deu relevância à localidade de Amarante em Portugal, à qual o seu nome ficou associado.
A origem da Dança de São Gonçalo remonta de Portugal. Era antigamente realizada no interior das igrejas de São Gonçalo, festejado a 10 de janeiro, data de sua morte em 1259. Realizada em Portugal desde o Século XIII, chegou ao Brasil em princípios do Século XVIII, com os fiéis do santo de Amarante (Portugal).

## História
Vários povos indigenas habiratam a região onde hoje se encontra o município de São Gonçalo do Amarante, principalmente os Anacés, Guanacés, Jaguaruanas, os primeiros, aldeados por Fernão Carrilho em Paramirim e, os últimos, na Uruburetama.
A chegada dos colonizadores visando ao povoamento da zona, iniciaram-se quando foram concedidas as primeiras sesmarias a Manuel Barreto da Silva e mais companheiros pelo capitão-mor Bento de Macedo Faria, em 8 de novembro de 1682, entre os rios Pará (atualmente Curu) e Mundaú. Ainda no rio Pará, Jorge Pereira e José Tavares Cabral (1693) e Antônio da Costa Peixoto (1694) requereram e obtiveram terras, os primeiros, por concessão do capitão-mor Thomaz Cabral de Olival, e o último, por Fernão Carrilho. Entre os rios Pará, Siupé e o sítio Peixoto, o Padre João Alves da Rocha, morador na vila de São José do Ribamar, adquiriu três léguas de terra que lhe foram concedidas pelo capitão-mor Gabriel da Silva do Lago, em 8 de março de 1707. Além dessas, ocorreram outras concessões, surgindo dentro em pouco alguns núcleos como o de Parazinho, Trairi, Siupé e São Gonçalo.
Em 1891, chegou à povoação de São Gonçalo, que não passava de uma simples fazenda de criar, com modesto arruado de casas de taipa, Manuel Martins de Oliveira, adolescente ainda. Em 1898, ajudado por José Procópio Alcântara, devoto de São Gonçalo, erigiu uma capela dedicada àquele santo, iniciando-se, então, nova fase de vida na localidade.
A Senhora Filomena Martins, esposa de Neco Martins (Manuel Martins de Oliveira), professora dedicada, cuidou da educação de toda a gente da terra e, ao lado do esposo, que animou e incentivou o comércio com outras povoações e vilas próximas, muito contribuiu para o desenvolvimento cultural e social de São Gonçalo.
As famílias Martins e Alcântara cresceram e se transformaram em grandes proprietárias de fazendas, intensificando-se, por isso mesmo, o povoamento dos lugares próximos ao núcleo de São Gonçalo.

## Municípios que se desvincularam de São Gonçalo do Amarante
A seguir todos os municípios que se separaram diretamente de São Gonçalo do Amarante ao longo da história, devido a crescimentos populacionais, necessidade de uma melhor administração e uma própria indentidade.
| Município | Emancipação            | Lei                   | Notas                                    |
| --------- | ---------------------- | --------------------- | ---------------------------------------- |
| Paracuru  | 22 de novembro de 1951 | Lei Estadual nº 1.153 | Emancipado junto ao município de Trairi. |
| Trairi    | 22 de novembro de 1951 | Lei Estadual nº 1.153 |                                          |

## Geografia

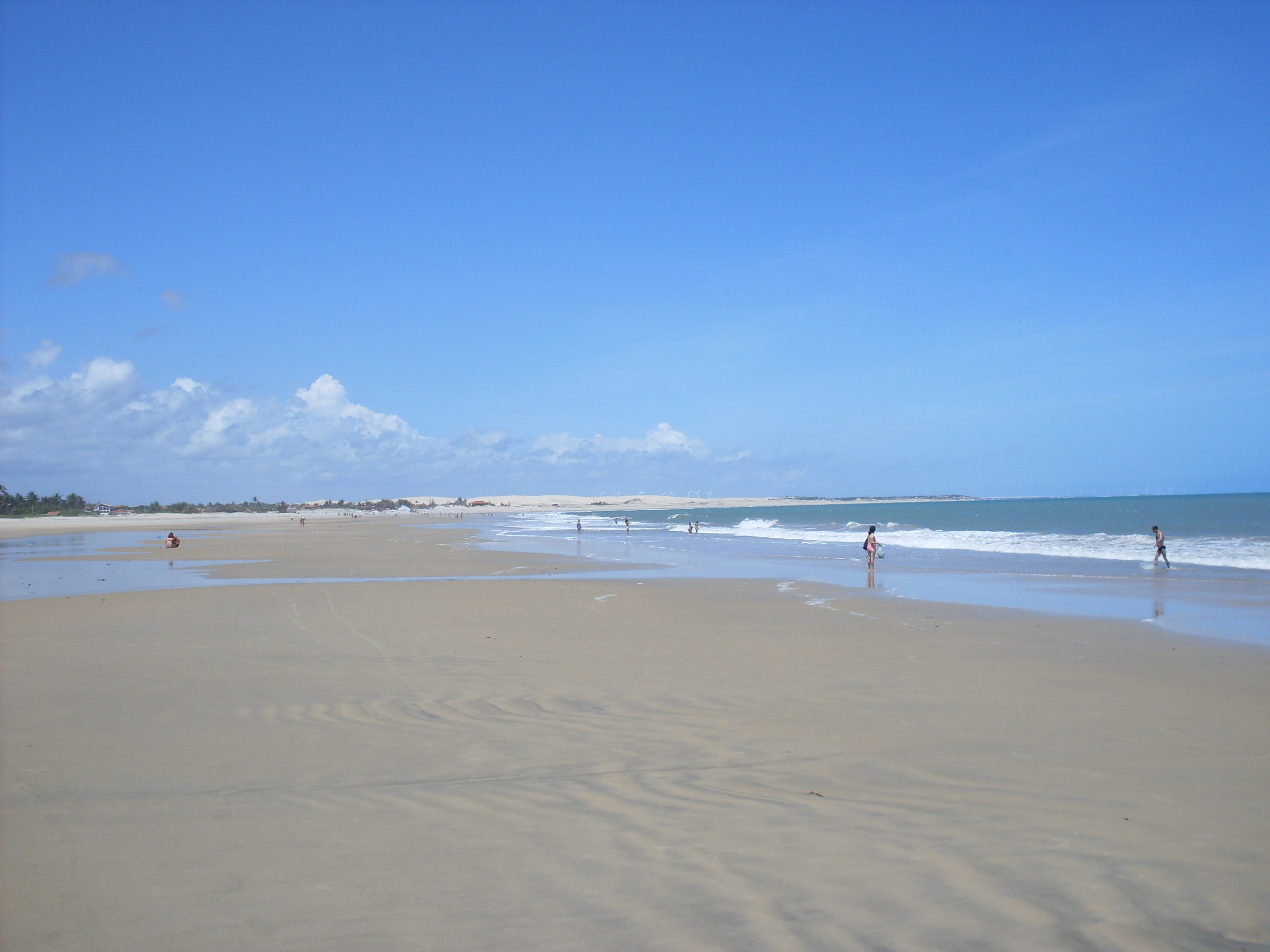
Praia de Pecém

O município de São Gonçalo do Amarante por se localizar toda sua extensão numa região típicamente litorânea, oferece uma maior precipitação, com uma média de 1.042mm anuais com período chuvoso de Janeiro a Junho. E com isto, uma menor variação climática, assim sendo, Tropical típico em sua região mais interiorana e Tropical Atlântico mais próximo a costa.

### Divisão
São Gonçalo do Amarante é constituído de 7 distritos mais a Sede: Pecém, Taíba, Siupé, Umarituba, Croatá, Serrote e Cágado.

## Economia
São Gonçalo desponta com destaque nacional e é considerada a região de maiores crescimentos e perspectivas econômicas. Hoje o município tem cerca de sessenta intenções para instalações de empresas. Vinte dessas estarão instaladas ou em processo de instalação até o fim de 2016.
O mesmo  também conhecida por uma região forte no mercado imobiliário. O município conta, hoje, com vários loteamentos. Dentre esses loteamentos temos a Primeira Cidade Inteligente e Inclusiva do Mundo chamada Smart City Laguna, localizada no distrito de Croatá.

### Terminal Portuário do Pecém
São Gonçalo do Amarante abriga um dos maiores portos do Brasil, o Porto do Pecém, situado no Complexo Industrial e Portuário do Pecém (CIPP). Isso faz com que várias empresas procurem se instalar no município, a exemplo disso temos Companhia Siderúrgica do Pecém (CSP), que impacta a economia de todo o estado e a Usina Termelétrica do Pecém. No CIPP também está instalada a Zona de Processamento de Exportação do Ceará. Desse setor é que se baseia principalmente a economia de São Gonçalo, mas que também tem uma parcela representada pelo turismo, com destaque para Praia da Taíba.
Em 2016, iniciaram-se as operações da CSP, Companhia Siderúrgica do Pecém, a primeira usina siderúrgica integrada do Nordeste, que deve fazer com que o PIB da cidade cresça 1.970%. Quando ela estiver operando 100%,produzirar 3 milhões de toneladas/ano de placas de aço.

### Energia

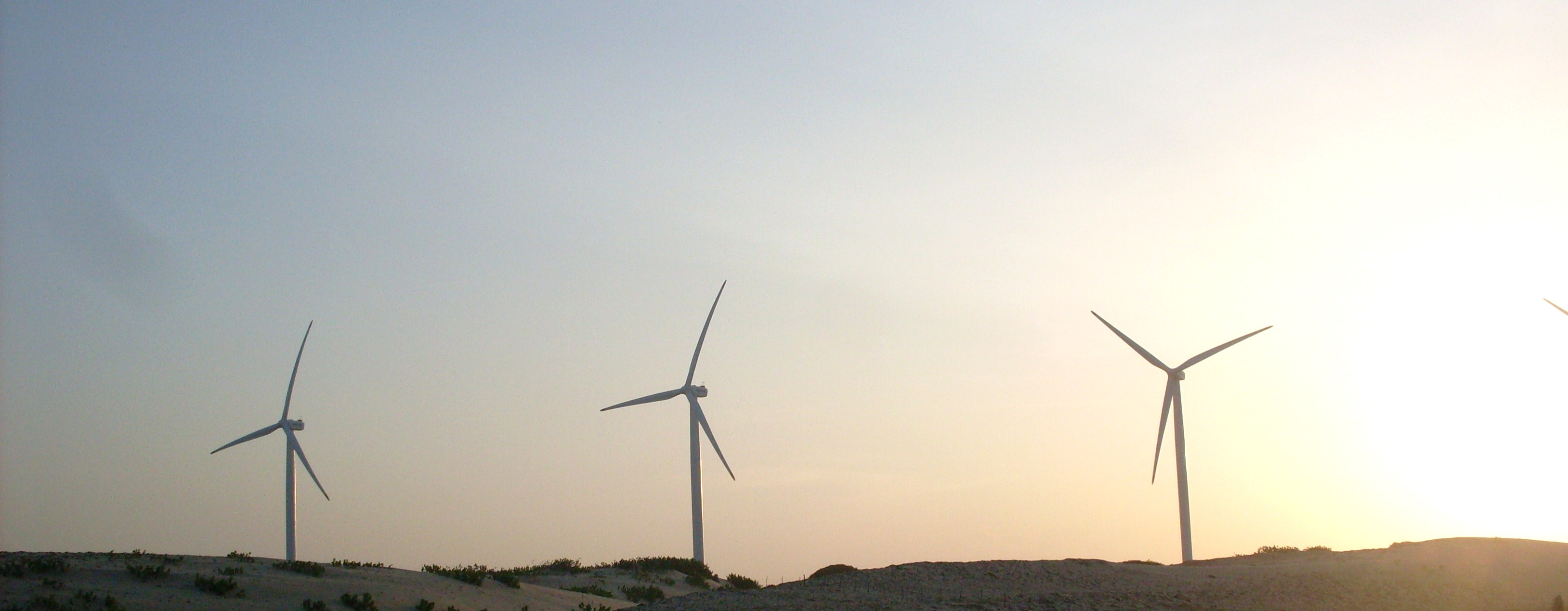
Parque Eólico da Taíba

O Terminal Portuário do Pecém e a Cidade de São Gonçalo do Amarante e seus distritos são servidos pelo Parque Eólico da Taíba e a usina de energia do Pecém, que é uma termelétrica.

## Cultura
Em São Gonçalo há muitas festas com destaque em toda região e que sempre atrai muita gente.
As principal delas é o já consagrado São Gonçalo Junino, que sempre alcança grande público com atrações do cenário nacional. Outras festas com destaque em São Gonçalo é a festa de aniversário da cidade, que acontece dia 27 de novembro, o carnaval na Taíba e no Pecém e o Festival Escargot que acontece todos os anos, em agosto, na Taíba.
No segmento religioso, a cavalgada de Nossa Senhora da Soledade que acontece todos os anos no dia 07 de setembro, da sede ao Siupé, é uma marca da fé católica no município.
A Cruzada Missionária da Última Hora e o Dia da Bíblia são eventos importantes do calendário evangélico em São Gonçalo.

### Turismo

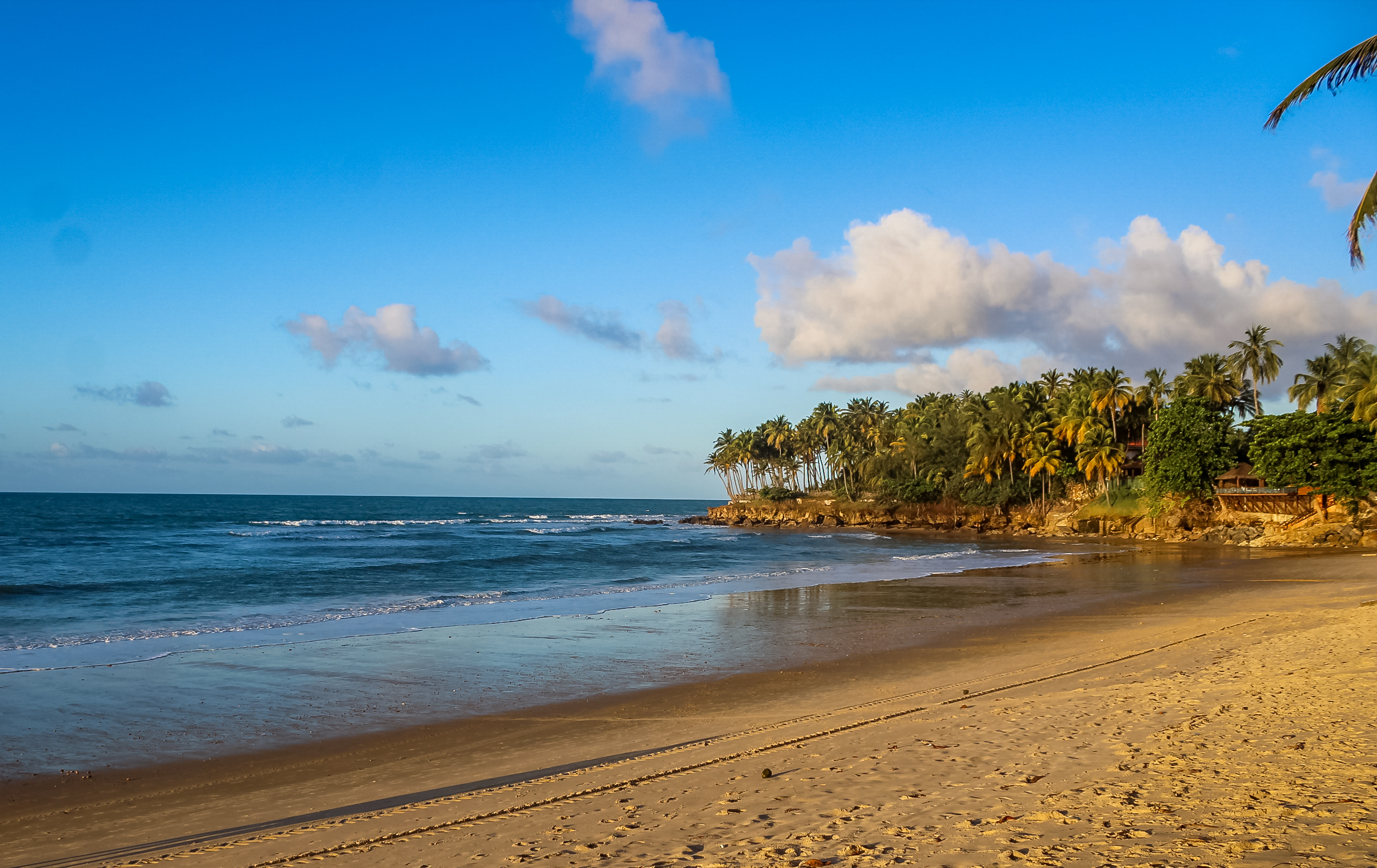
Praia da Taíba

Praia do Pecém, Praia da Taíba, Balneário Manuel Fernandes, Lagoa da Prejubaca e Jardim Botânico, localizado no bairro Parada, no Pecém.

### Esporte
São Gonçalo do Amarante tinha como referência no esporte o São Gonçalo Futsal, participante de duas edições do Campeonato Cearense de Futsal, e no futebol a cidade tem o Planalto, o Parada e o Olímpico.